# Anemone jamesonii
Anemone jamesonii là một loài thực vật]] thuộc họ Ranunculaceae. Đây là loài đặc hữu của Ecuador.